# Nova Tebas
Nova Tebas là một đô thị thuộc bang Paraná, Brasil. Đô thị này có diện tích 545,693 km², dân số năm 2007 là 8401 người, mật độ 6,4 người/km².